# Pholidobolus montium
Pholidobolus montium är en ödleart som beskrevs av  Peters 1863. Pholidobolus montium ingår i släktet Pholidobolus och familjen Gymnophthalmidae. Inga underarter finns listade i Catalogue of Life.